# Cantonul Troyes-5
Cantonul Troyes-5 este un canton din arondismentul Troyes, departamentul Aube, regiunea Champagne-Ardenne, Franța.